# 棟久由貴
棟久 由貴（むねひさ ゆき、1997年12月15日 - ）は、日本の女子陸上競技選手、長距離走。

## 略歴
山口県立西京高等学校を経て東京農業大学卒業。東京農大時代の同年代のライバルには、佐藤成葉（立命大）、五島莉乃（中大）、関谷夏希（大東大）、上田雪菜（筑波大）、高谷愛奈（大阪学院大）らがいた。2017年の大学2年時、2017年夏季ユニバーシアードハーフマラソン個人、及び福居紗希（城西大4年）・古谷奏（松山大3年）ら団体で金メダルを2個獲得。同2017年12月30日の全日本大学女子選抜駅伝競走大会 (富士山女子駅伝) では、1学年先輩のアンカー清水萌衣乃（3年）らと東農大を準優勝に導く。
大学3年時の2018年4月7日、世界大学クロスカントリー選手権団体では加世田梨花（名城大）、五島莉乃（中大）、関谷夏希（大東大）とともに団体金メダル獲得。
2020年に東農大卒業後、大塚製薬陸上競技部所属。

## 主な記録
| 年     | 大会                           | 種目           | 順位     | 備考             |
| ------ | ------------------------------ | -------------- | -------- | ---------------- |
| 2016年 | 日本インカレ                   | 5000m          | 3位      |                  |
|        | 日本インカレ                   | 10000m         | 2位      |                  |
| 2017年 | 日本学生女子ハーフマラソン     | ハーフマラソン | 7位      |                  |
|        | 第101回日本陸上選手権          | 10000m         | 8位      |                  |
|        | 第29回夏季ユニバーシアード     | 10000m         | 4位      |                  |
|        | 第29回夏季ユニバーシアード     | ハーフマラソン | 金メダル | 日本団体金メダル |
|        | 日本インカレ                   | 10000m         | 5位      |                  |
|        | 全日本大学女子駅伝             | 5区            | 区間3位  | 東農大6位        |
|        | 富士山女子駅伝                 | 5区            | 区間4位  | 東農大2位        |
| 2018年 | 日本陸上選手権クロスカントリー | シニア8km      | 4位      |                  |
|        | 世界大学クロスカントリー選手権 | 9km            | 6位      | 日本団体金メダル |
|        | 全日本大学女子駅伝             | 5区            | 区間3位  | 東農大4位        |